# Fatih Aktay
Fatih Aktay (* 29. August 1997 in Izmir) ist ein türkischer Fußballspieler.

## Karriere

### Verein
Aktay kam in Konak, einem Stadtteil der westtürkischen Millionenmetropole Izmir, auf die Welt. Hier begann er mit dem Vereinsfußball in der Jugend von Bucaspor. Anschließend spielte er für die Nachwuchsabteilung von Altınordu Izmir.
Gegen Ende der Saison 2014/15 wurde er erst am Training der Profimannschaft beteiligt und gab schließlich am 24. September 2014 in der Pokalbegegnung gegen Menemen Belediyespor sein Profidebüt. Im Juli 2014 hatte er von seinem Klub auch einen Profivertrag erhalten. Am 23. August 2015 debütierte er auch in der Liga.

### Nationalmannschaft
Aktay startete seine Nationalmannschaftskarriere im September 2015 mit einem Einsatz für die türkischen U-17-Nationalmannschaft.